# Illa d’en Colom
Illa d'en Colom (Spanisch: Isla de Colom, deutsche Bedeutung Insel des Columbus) ist eine unbewohnte Insel im Mittelmeer rund 290 Meter östlich der Baleareninsel Menorca. Auf alten Karten findet sich auch die Namensvariante Isla de los Conejos (deutsch Insel der Kaninchen).

## Geographie
Mit einer Fläche von 59,5 Hektar ist sie die größte Nebeninsel von Menorca. Sie ist Teil des Naturschutzgebiets Parc natural de s’Albufera des Grau im östlichen Teil von Menorca. Verwaltungsmäßig ist sie Teil des Stadtgebiets von Maó, der Hauptstadt Menorcas, und liegt 600 Meter nordöstlich dessen Ortsteils Es Grau. Höchste Erhebung ist mit 43 Metern der Hügel von Colom (turó d’en Colom).
An der Westseite der Insel liegen zwei Strände, Tamarells im Süden und s’Arenal d’en Moro im Norden.

## Geschichte
1904 wurde die Insel in einer Auktion von Don Antoni Roca Várez aus Mahón erworben und war seither Sommerresidenz der Familie Roca.
1967 wurden auf der Insel Reste einer frühchristlichen Basilika aus dem 4. Jahrhundert entdeckt.
Im Oktober 2010 wurde die Insel für rund sechs Millionen Euro zum Verkauf angeboten.
Im Juni 2018 wechselte die Insel für 3,2 Millionen Euro erneut den Besitzer.